# Аніс Бадрі
Аніс Бадрі (фр. Anice Badri, араб. أنيس البدري, нар. 18 вересня 1990, Ліон) — туніський футболіст, нападник клубу «Есперанс» та національної збірної Тунісу.

## Клубна кар'єра
Народився і виріс у Ліоні, де у 13 років вступив до академії місцевого однойменного клубу. 2006 року у нього була грижа міжхребцевого диска і він мусив припинити заняття футболом більш ніж на рік. Він повернувся на поле в 2008 році і провів один рік у команді «Сен-Прієст» до 19 років, після чого грав за молодіжку клубу «Монт д'Ор Азерг Фут» з Шассле, поки не приєднався до першої команди в липні 2010 року. Зігравши за клуб лише п'ять ігор у четвертому за рівнем дивізіоні Франції, у вересні того ж року приєднався до «Лілля». Втім, Бадрі виступав виключно у складі резервної команди, що грала у тому ж дивізіоні, зігравши за два з половиною роки сорок матчів і забивши дев'ять м'ячів.
31 січня 2013 року перейшов на правах оренди в клуб другого бельгійського дивізіону «Мускрон-Перювельз». Аніс відразу став важливим гравцем команди і влітку його термін оренди був подовжений ще на один сезон. У тому сезоні 2013/14 років Аніс зайняв з клубом 1 місце і допоміг команді вийти до елітного дивізіону країни, забиваючи гол у кожному з останніх трьох матчів чемпіонату. 3 липня 2014 року на правах вільного агента підписав повноцінний контракт з бельгійським клубом і у дебютному матчі в Лізі-Жупіле проти «Андерлехта» відзначився голом, хоча його команда й поступилась 1:3. В подальшому залишався основним гравцем клубу, зігравши в агальній складності за нього 3,5 роки.
2 серпня 2016 року перейшов у туніський «Есперанс», з яким двічі поспіль вигравав чемпіонат Тунісу. Станом на 31 травня 2018 року відіграв за команду зі столиці Тунісу 43 матчі в національному чемпіонаті.

## Виступи за збірну
25 березня 2016 року в товариському матчі проти збірної Того Бадрі дебютував за збірну Тунісу. 5 вересня 2017 року в відбірковому матчі до чемпіонату світу 2018 року проти збірної ДР Конго він забив свій перший гол за національну команду.
У складі збірної був учасником чемпіонату світу 2018 року у Росії.
| Дата       | Місто    | Господарі | Результат | Гості | Турнір                                  | Голи | Примітки |
| ---------- | -------- | --------- | --------- | ----- | --------------------------------------- | ---- | -------- |
| 25-03-2016 | Монастір | Туніс     | 1 – 0     | Того  | Відбір до Кубка африканських націй 2017 | -    | 79'      |
| Усього     |          | Матчів    | 1         |       | Голів                                   | 0    |          |

## Досягнення
- Чемпіон Тунісу: 2016/17, 2017/18